# Chiesa di Sant'Andrea (Levanto)
La chiesa di Sant'Andrea è un luogo di culto cattolico situato nel comune di Levanto, in piazza Sant'Andrea, in provincia della Spezia. La chiesa è sede della parrocchia omonima del vicariato della Riviera della diocesi della Spezia-Sarzana-Brugnato.

## Storia e descrizione

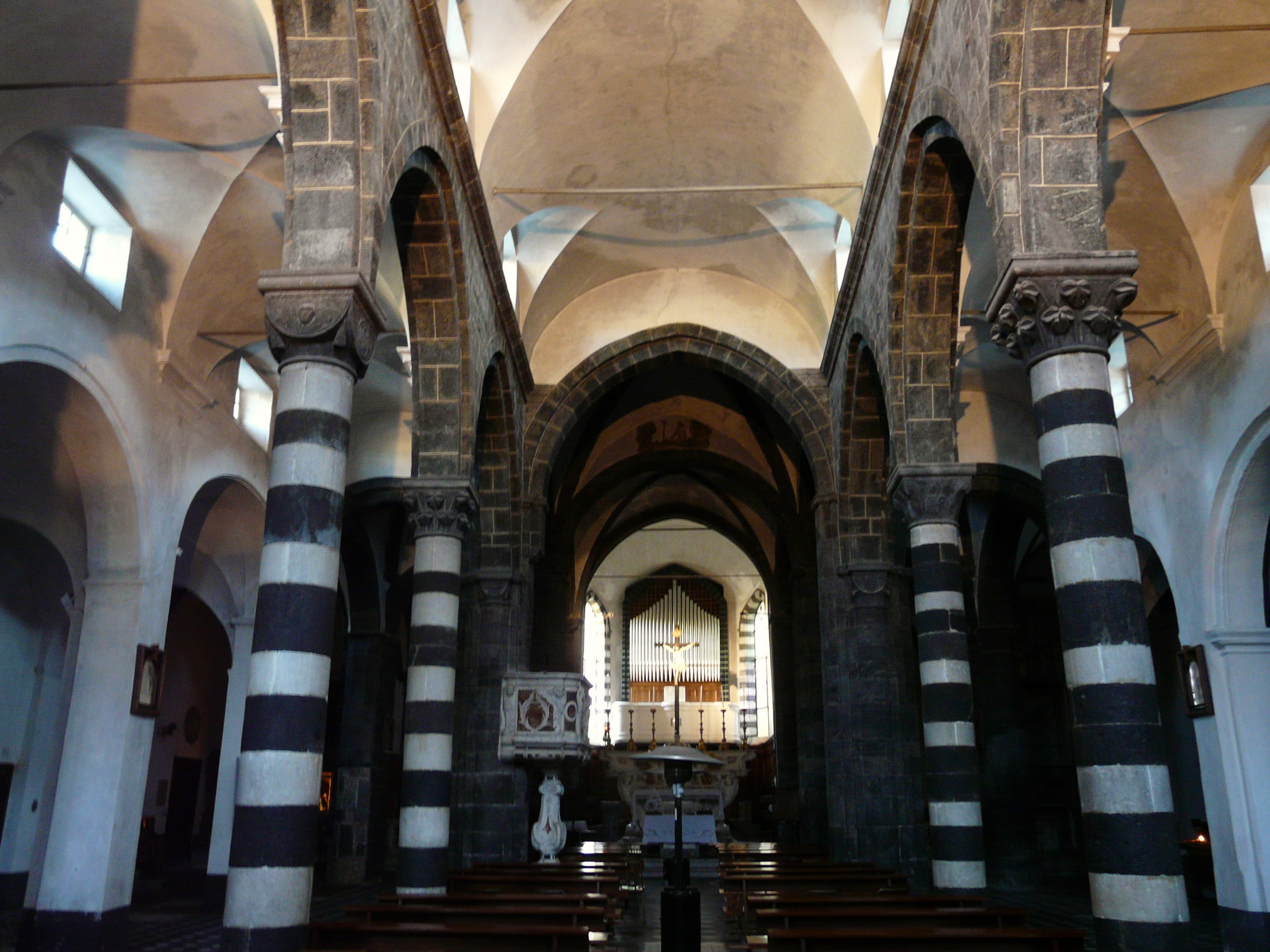
La navata centrale

Esempio di architettura romanica nel levante ligure del XIII secolo non se ne conosce la data d'inizio della costruzione. Di certo la chiesa è citata più volte in documenti del XIII secolo, tra cui uno datato al 1222, anno dell'ipotetico inizio dei lavori per l'edificazione del tempio religioso. Forse già nel 1230 la chiesa poté considerarsi conclusa, o quanto meno parzialmente completata, in quanto fu scelta quale sede dello storico incontro, davanti ad un notaio, tra i signori Da Passano, feudatari del borgo, e i cittadini di Levanto per il rispetto dei patti stipulati nel 1229 che, tra l'altro, portarono alla dedizione del paese alla Repubblica di Genova.
È invece certo, dai riferimenti sulla facciata e sul primo pilastro a destra, che la chiesa fu consacrata il 20 maggio del 1463 dopo i nuovi interventi di ampliamento che dal 1450, con lo sfondamento delle due fiancate laterali, portarono la struttura interna a cinque navate (prima erano tre e scandite da quattro colonne) con cappelle laterali intercomunicanti. Le snelle colonne della navata centrale riprendono il motivo decorativo a fasce alterne già presente nella facciata.
Ulteriori modifiche interne si attuarono tra il 1584 e il 1585 con l'allungamento del presbiterio e il rifacimento dell'abside circolare per far spazio al coro ligneo così come stabilito nel Concilio di Trento.

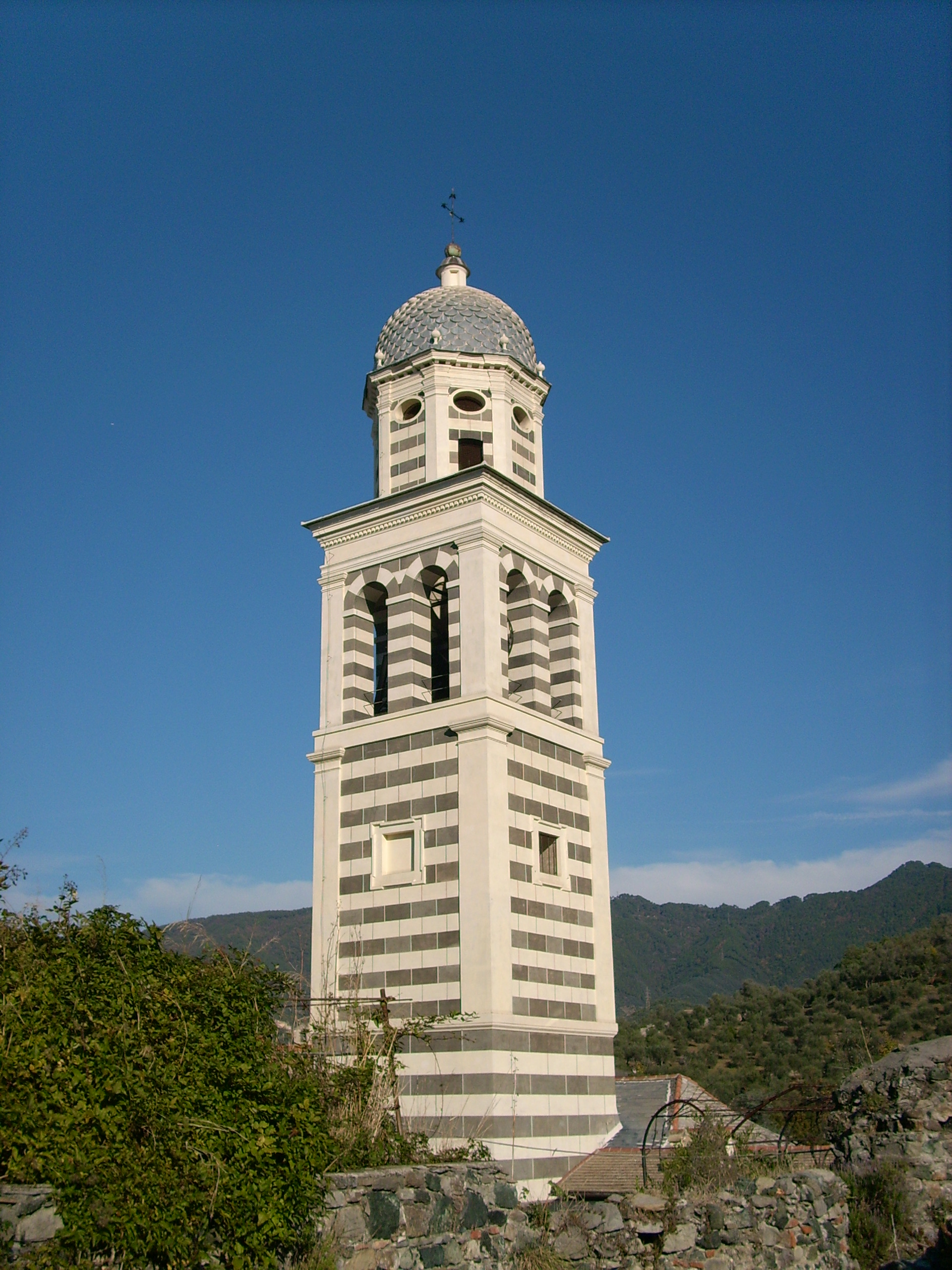
Il campanile

La facciata è rivestita da un paramento marmoreo a fasce alterne di marmo bianco di Carrara e serpentinite verde, motivo decorativo tipico dell'architettura gotica genovese. La parte alta si conclude con archetti pensili terminanti in teste apotropaiche. Così come il notevole rosone marmoreo, anche la facciata e l'interno furono al centro dei restauri, monitorati dall'architetto Alfredo d'Andrade, che furono eseguiti tra la fine del XIX secolo e i primi decenni del XX secolo. L'architetto, celebre per altri recuperi architettonici commissionati a Genova e in Liguria, cercò di riportare l'intero impianto della chiesa a quello che riteneva fosse il suo aspetto in epoca medievale.
Nella lunetta sopra il portale gotico è un affresco quattrocentesco, di scuola piemontese, che ritrae la Madonna in trono con il Bambino, ai lati Sant'Andrea e San Giovanni Evangelista con i rispettivi simboli: croce e cartiglio; sopra l'affresco, una scritta in gotico di difficile lettura, la cui traduzione che gode di maggior credito dice:
L'attiguo campanile con tamburo poligonale, già rifatto o trasformato tra il 1614 e il 1621, ha assunto l'attuale aspetto nel 1805. La chiesa attualmente è dotata di un concerto di 6 campane in Do3, frutto di diverse fusioni; le più antiche sono le campane 4^, 5^ e 6^ fuse dai Fratelli Picasso nel 1904, la 2^ campana rifusa nel 1954, mentre le campane 1^ e 3^ che sono state aggiunte all'esistente concerto nel 2005 ad opera della Ditta Capanni di Castelnovo ne' Monti (RE), quando si è restaurato il complesso campanario.

## Descrizione

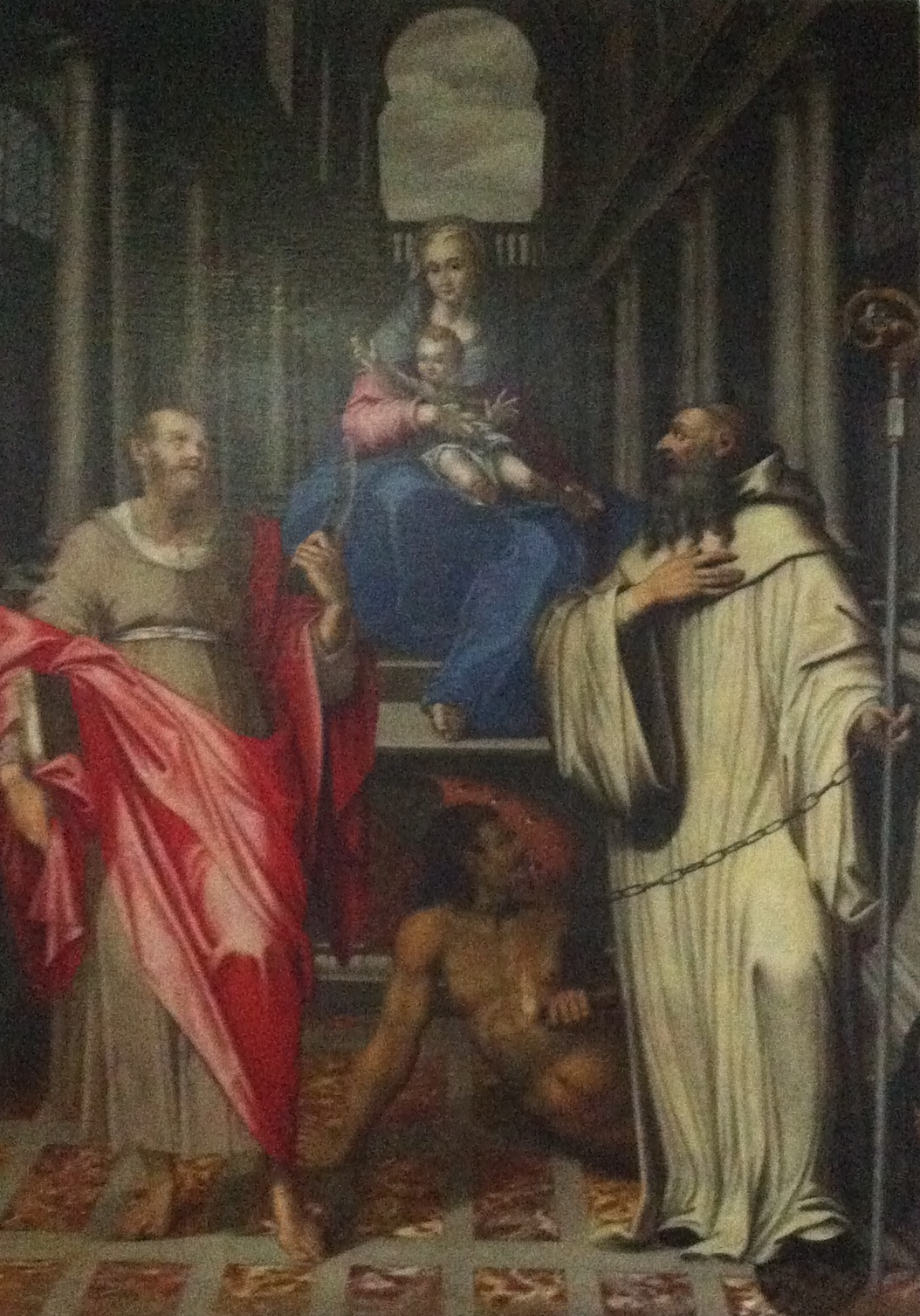
Il dipinto Madonna in trono con Gesù Bambino e i santi Bartolomeo e Bernardo del pittore Andrea Semino

L'altare maggiore, di manifattura genovese e in marmo bianco di Carrara, risalente alla metà del XVIII secolo, proviene dall'ex chiesa della Santissima Trinità, oggi oratorio di San Rocco. Nella navata centrale, sull'arco di trionfo, affresco con San Girolamo penitente; il pulpito datato al 14 luglio 1716, opera di un ignoto scultore ligure, raffigura il santo titolare e sotto lo stemma cittadino realizzato con intarsi marmorei.
Nell'abside coro ligneo del 1589, intagliato e scolpito, e monumentale organo Serassi di Bergamo del 1825-1826, rimaneggiato completamente nel 1958 dai Ruffatti e restaurato nel 2000 dai Michelotto di Albignasego. Sulle pareti del presbiterio i due laterali dipinti raffigurano San Gregorio Magno e Sant'Agostino, probabilmente risalenti al Settecento. Nella cappella a destra di quest'ultimo vi è una tela con l'Adorazione dei Magi, attribuita ad Andrea Semino, mentre nella cappella di sinistra una pala d'altare su tela del XVII secolo raffigurante Il Transito di san Giuseppe, di Giovanni Battista Merano.
Nella navata laterale destra vi è una lastra di marmo bianco di Carrara scolpita a rilievo, raffigurante il vescovo levantese Bartolomeo Pammoleo scolpita dallo scultore genovese Michele d'Aria; sopra la lastra vi è una tela ritraente la Crocifissione dell'olandese Martinus Jacob van Doorn. Poco dopo è presente il dipinto del Martirio di san Sebastiano, del XVI secolo, racchiuso in un'elegante cornice in marmo del 1577.
Sempre nella parte destra il dipinto su tela Sant'Andrea in gloria tra angeli ed i santi Rocco e Nicola da Tolentino del savonese Paolo Gerolamo Brusco che, al di là del suo valore artistico, è importante perché vi è rappresentata una parte di Levanto come era alla metà del Settecento; nell'altare scolpito di Bernardo Mantero, realizzato nel 1750, la statua lignea scolpita e dipinta della Madonna del Carmine, di scuola genovese (XVII-XVIII secolo); il quadro con il Martirio di santo Stefano, del Seicento, attribuito ad un seguace di Lorenzo Borzone.
Nella navata laterale sinistra, sopra la vasca battesimale in marmo rosso di Levanto, si trova un crocefisso ligneo del XV secolo, oggetto della popolazione di fervente devozione dopo l'eccezionale ritrovamento dello stesso, dopo una mareggiata, sulla spiaggia di Vallesanta, nella zona occidentale di Levanto. Nella nicchia, a sinistra del crocifisso, vi è la statua policroma della Madonna Addolorata con il Cristo morto, realizzata nel Seicento da un ignoto scultore genovese. Poco dopo pala d'altare dipinta raffigurante la Madonna in trono con Gesù Bambino e i santi Bartolomeo e Bernardo di Antonio da Carpena (lo sfondo del quadro potrebbe accostarsi, secondo gli studi artistici, al palazzo degli Uffizi di Firenze) e ancora oltre una statua della Madonna della Misericordia in marmo bianco di Carrara. Un'altra pala d'altare raffigura, invece, l'Incoronazione della Vergine tra i santi Francesco e Ignazio, dipinta ad olio su tela; nella nicchia dell'altare la statua con la Madonna del Rosario contornata dai quindici misteri del Rosario.
Il ricco Tesoro annovera in modo particolare due capolavori di argenteria rinascimentale: un ostensorio a teca cilindrica di manifattura lombarda del XV secolo ancora di forme goticheggianti e un calice di manifattura parigina del 1532-1533,detto di Enrico VIII,che si trova normalmente esposto al museo diocesano della Spezia e viene usato a Levanto solo in particolari occasioni. Di pregio artistico gli smalti in pasta vitrea che raffigurano i profeti.